# Lancova
Lancova (nemško Lanzendorf) je naselje v Občini Škocjan v Podjuni v Okraju Velikovec na Koroškem v Avstriji.